# Hacquegnies
Hacquegnies – dzielnica (section) gminy Frasnes-lez-Anvaing w Belgii, w Regionie Walońskim, w prowincji Hainaut, w okręgu Ath. 1 stycznia 2020 roku liczyła 434 mieszkańców. Do 31 grudnia 1976 samodzielna gmina.

## Demografia
Liczba mieszkańców, stan na 1 stycznia:
| Rok                | 1910 | 1930 | 1947 | 1961 | 2020 |
| ------------------ | ---- | ---- | ---- | ---- | ---- |
| Liczba mieszkańców | 626  | 517  | 489  | 455  | 434  |

## Transport
Przez teren dzielnicy przebiegają trasa europejska E429 oraz drogi regionalne N60 i N529.